# Ursule
Ursule es un pueblo ubicado en la municipalidad de Rekovac, en el distrito de Pomoravlje, Serbia.

## Superficie
Posee una superficie de 10,73 kilómetros cuadrados.

## Demografía
Hasta 2011 la población era de 293 habitantes, con una densidad de población de 27,32 habitantes por kilómetro cuadrado.